# Pârâul Rău, Ghimbav
Pârâul Rău este un curs de apă, afluent al râului Ghimbav. 